# فورد تانوس
فورد تانوس (انگلیسی: Ford Taunus) یک خودرو خانواده بود که توسط فورد آلمان در سالهای ۱۹۳۹ تا ۱۹۹۴ فقط در اروپا ارایه می‌گردید.